# David Ruelle
David Pierre Ruelle (n. 20 august 1935, Gent, Flandra, Belgia) este un fizician matematician francez de origine belgiană. A adus contribuții importante la mecanica statistică, teoria cuantică a câmpurilor și teoria haosului.